# Monitorio
Un monitorio es una monición o advertencia que bajo pena de excomunión hace la Iglesia a los fieles para que revelen ciertos hechos especificados en él y que por justas razones necesita saber.
El monitorio es pues algo diferente de la monición aunque los confundan algunos autores latinos. En efecto estas palabras tienen de común la etimología y el objeto de su empleo, que es advertir; pero la monición solo se usa para advertir a una o muchas personas ciertas y determinadas, mientras que el monitorio se emplea como una advertencia general, sin designación particular.

## Origen y naturaleza
Se cree generalmente que se usan los monitorios en la Iglesia desde que por el año 1170, decidió el Papa Alejandro III que se podía compeler con censuras a los que se negaban a testificar en un negocio. C. 1, 2 de Testibus cogendis. En efecto, si pudieron emplearse censuras contra los testigos que se negaban a deponer, se debió advertirlos antes de censurarlos, puesto que la censura debe ir precedida siempre de la monición o cuando menos de la citación. Ahora bien, el uso de los monitorios habrá provenido de estas dos moniciones; en el principio iban dirigidos a testigos ciertos y determinados; después se dirigieron en general con amenaza de excomunión a todos los que teniendo que deponer, se ocultasen por no decir la verdad; no se esperó la negativa de los testigos, sino que se previno con las amenazas de excomunión que contiene siempre el monitorio.
En su origen, no era lícito proceder por vía de censura o monitorios, sino en los asuntos civiles. Las dos primeras decretales del Papa Alejandro III que introdujeron este uso, fueron publicadas ron motivo de dos causas civiles. Inmediatamente después se usaron monitorios en las causas criminales, aunque las había esceptuado el Papa Honorio III en una de sus epístolas al abad de San Eugenio (Cap. 10 eod), y ya había declarado el Pontífice Alejandro III que en rigor de derecho se podía compeler con censuras a los testigos para que depusiesen sobre toda clase de crímenes. Cap. 5, de Testibus. Este uso de los monitorios contra testigos desconocidos, dio origen al de los monitorios para el recobro o restitución de las cosas perdidas y aun para reparar las injurias hechas a Dios o a los Santos.
Tiene de particular el monitorio para la recuperación de las cosas perdidas, que se publica tanto para manifestar a quien se debe restituir como para obligar a que se revelen los que no quieren hacerlo. Hé aquí lo que sobre esto dispone el Concilio de Trento:

Aunque la espada de la excomunión sea el nervio de la disciplina eclesiástica y en extremo saludable para contener los pueblos en su deber; no obstante, se ha de manejar con sobriedad y gran circunspección; pues enseña la experiencia que si se fulmina temerariamente o por leves causas, mas se desprecia que se teme y mas bien causa daño que provecho. Por esta razón nadie, a excepción del obispo, pueda mandar publicar aquellas excomuniones que precediendo amonestaciones o avisos, se suelen fulminar con el fin de manifestar alguna cosa oculta, como dicen o por cosas perdidas o hurtadas; y en este caso se han de conceder solo por cosas extraordinarias, y después de examinada la causa con mucha diligencia y madurez pon el obispo, de suerte que sea suficiente a determinarle: ni se deje persuadir para concederlas de la autoridad de ningún secular, aunque sea magistrado, sino que todo ha de depender únicamente de su voluntad y conciencia y cuando él mismo creyere que se deben decretar, según las circunstancias de la materia, lugar, persona o tiempo.

Debe observarse que como los monitorios para compeler a que se revele alguna cosa son los más frecuentes, pues son rarísimos los que únicamente obligan a satisfacer, se entiende comúnmente por monitorios los que se publican con el objeto de la revelación.
Antiguamente, se distinguían cuatro clases de monitorios: 
1. para que se revelasen algunos hechos o para recuperar alguna cosa perdida o extraviada
2. para conocer ciertos malhechores ocultos, por lo que se llaman in forma malefactorum
3. para dar una satisfacción o pagar una deuda, llamados entonces obligationes de nisi
4. para restituir ciertos derechos o bienes de que había sido despojado, conocidos con el nombre de in forma conquestus y de los que puede verse un ejemplo en las Decretales ni capítulo Conquestus, de for. compet.

## Obtención del monitorio
Ya hemos visto por el decreto referido del Concilio de Trento que los monitorios solo deben concederse para materias graves y en casos extraordinarios, después que el obispo haya examinado diligentemente las razones y motivos. El canon del Concilio de Aviñón de 1594, prohíbe conceder monitorios para asuntos que no excedan de veinte escudos. Otros concilios provinciales de los últimos siglos, como los de Bourges en 1528, de México en 1585 y de Narbona en 1609, permiten concederlos por una suma menor. El Papa Pío V hizo un reglamento en 1570 sobre la concesión de los monitorios mas no especificó exactamente el valor porque podrían concederse. 
Los monitorios por causa temporal sin distinción de cosas muebles o inmuebles han sido frecuentísimos en la Iglesia, especialmente en el pontificado de Paulo III, que por esta razón se llamaban excomunicationes Paulianum, y aún se pretende que es antiquísimo su uso, pues se dice se valió de ellos San Agustín, según un pasaje de este padre referido por Eveillon en su Tratado de las excomuniones y monitorios.
Por lo demás, siguiendo la bula de Pío V, los monitorios no deben concederse sino en materias civiles, conforme al cuarto Concilio de Milán, y como nos dice Eveillon, este es el uso de Roma y e1 de muchas diócesis de Italia.
Nadie, dice Gibert, puede lícitamente pedir monitorios en el foro interno, sin estas tres condiciones: 
1. El amor a la justicia o el celo por la disciplina eclesiástica o algún otro motivo análogo
2. Que sea importante el asunto para que se piden
3. Que solo pueda descubrirse por esta vía y que sea imposible por ninguna otra. Estas dos últimas condiciones pueden aplicarse al foro externo, en el que es necesario además que la persona que pide el monitorio, esté notablemente interesada en el hecho de que se trata, y que sea del gremio de la Iglesia católica.

El interés del que pide el monitorio proviene del bien público o del particular: en ambos casos es necesario sea considerable, porque no puede fulminarse la excomunión pro re levi; esto dispone la bula de Pío V. 
Todos los jueces pueden permitir obtener monitorios, pero no todos pueden concederlos. Este último poder está reservado a las personas eclesiásticas a las que solo es lícito pronunciar censuras. Abora bien, según el decreto del Concilio de Trento referido anteriormente, a los obispos y no a sus oficiales pertenece conceder los monitorios. Mas esto no quita al Papa el derecho de concederlos por su propia autoridad como lo prueba el uso de los rescriptos in forma significavit. 
La bula citada de Pío V, del año 1570 contiene una disposición sobre la forma de las letras monitoriales apostólicas; dispone que estas solo se concedan a petición de los interesados, expresándose en ellas la causa de que se trata, nominatim et specifice, y el valor de la cosa a no ser que se ocupe de los bienes eclesiásticos, de lugares piadosos, comunidades o sucesiones universales de los que no se puede tener un conocimiento cierto; en estos casos basta designar las cosas con tal de que no se haga de un modo vago y manifestando sobre todo que no son asuntos comunes o de poca importancia. Esta disposición se halla adoptada por el Concilio de Tolosa. Según el estilo aprobado por el Concilio de Bourges, en 1584, los que conceden monitorios están obligados a firmarlos y los curas y demás personas a quienes se presenten, los tendrán por de ningún valor si no van autorizados con el sello del ordinario. Está prohibido concederlos cuando su contenido pueda producir escándalo, difamar determinadamente a alguno u ofender de cualquiera otro modo á los oídos piadosos.

## Ejecución de los monitorios
Una vez concedido el monitorio por el oficial con permiso del juez ante quien está pendiente el proceso, solo resta ejecutarlo; y la ejecución no es más que la publicación del monitorio y en su consecuencia las deposiciones de los testigos. Si hubiese alguna oposición en la publicación de los monitorios, este es un incidente cuyo procedimiento y juicio tienen reglas particulares. 
Han dispuesto los concilios que solo podían publicarse los monitorios por los curas párrocos o por personas cometidas por ellos. El de Narbona de 1609 lo manda terminantemente y quiere además que esta publicación se haga en las parroquias tres veces, es decir, tres domingos y que el cura que lo haya ejecutado certifique de ello al obispo enviándole el monitorio. El Concilio de Bourges de 1584, hizo un canon casi análogo a este. 
Las letras monitoriales son un acto de la jurisdicción del obispo o del oficial que manda a los que tienen conocimiento de ciertos hechos los revelen, bajo pena de excomunión. De modo que todos los que se hallan sujetos a esta jurisdicción, están obligados a revelar lo que saben, a no ser que tengan legítimas razones para dispensarse de ello. El derecho excluye de esta revelación
1. A las personas que están legítimamente impedidas, como si se hubiesen ausentado sin dolo del lugar en que se publicó el monitorio o no tuviesen conocimiento de él o si se estuviese enfermo, aunque en este caso puede personarse el cura en casa del enfermo para recibir su revelación
2. Al autor del crimen y sus cómplices; pues sería durísimo obligar a los delincuentes a revelar sus delitos por medio de las censuras, además de que por otro lado serían casi siempre infructuosas pues se les pondría en la cruel alternativa de perderse a sí mismos o desobedecerlas
3. Al que aconseje a la parte, porque en este caso se le considera como formando una sola persona con ella: tales son los confesores, abogados, médicos, cirujanos, boticarios, etc. no sabiendo los hechos del monitorio sino por medio del secreto natural, pues todos ellos tendrían que faltar si los revelasen a las obligaciones de su estado y a las leyes de la fidelidad.
4. Están también exceptuadas de la revelación, las personas que tuvieran justo motivo para temer que de ello les resultaría algún perjuicio considerable
5. Los parientes próxímos o afines hasta los hijos de los primos hermanos están exceptuados del mismo modo, sobre todo cuando se trata de algún caso de muerte o infamia notable

Si hubiese alguna oposición en el monitorio sería necesario llevarla ante el juez.